# Pais István (filozófiatörténész)
Pais István (Pajzsszeg, 1932. március 10. –) magyar filozófiatörténész, író, egyetemi oktató, docens.

## Életútja
A Zala vármegyei Pajzsszegen született, amely ma Becsvölgyéhez tartozik 1932. március 10-én, református vallású, négy gyermekes, szegényparaszti családba. Édesapja, többek között szénégetéssel és a házépítéshez illetve a bányászathoz használt szarufa, gerenda faragásával is foglalkozott.
A falu a Pais családokról kapta a nevét, akik Pais Dezső kutatásai szerint paisjártók, vagyis pajzsgyártók voltak. A református elemi iskolát Barabásszegen kezdte. Második elemi iskolás korában, gyermektelen rokonaihoz tanyára került, ekkor már a kustánszegi református iskola kisdiákja volt. Kitűnő tanulóként, tizenkét évesen részt vett a szombathelyi premontrei gimnáziumban egy versenyvizsgán, amely egy országos mozgalom részeként tehetséges, szegény falusi gyerekeket ösztöndíjas középiskolai tanulási lehetőséghez juttatott. Ennek következtében a zalaegerszegi polgári fiúiskolába felvették (ma zalaegerszegi Petőfi Sándor Általános Iskola). Hegedűs Rajmundnak köszönhetően, aki ekkoriban a zalaegerszegi tanítóképző tanára volt,  1947. február 1-től felvették a NÉKOSZ Batsányi János kollégiumába is, amelyben a diákoknak a tanulási lehetőségeken kívül, ingyenes bentlakást is biztosítottak. 1948-tól a zalaegerszegi Deák Ferenc Gimnázium tanulója lett. Az intézmény neve 1950-től Zrínyi Miklós Gimnázium lett.  Középiskolás évei alatt többféle sportágat is kipróbált és sikeresen űzött (kosárlabda, röplabda, atlétika, sakk) és mivel jó tanuló is volt, 1950 tavaszán diákszövetségi titkárrá választották. Érettségi után az Eötvös Loránd Tudományegyetem Lenin Intézet nevű karára jelentkezett és 1952-től az ELTE filozófia szakos hallgatója volt, 1957-ben diplomázott. 1961-ben védte meg bölcsészdoktori, 1970-ben kandidátusi disszertációját. Az 1960-as évek első felében tanársegédként társadalomelméletet oktatott az Országos Rabbiképző Intézetben. 1957-től 1996-ig tanított az ELTE-n filozófiát, vallástörténetet, bibliaismeretet és – elsődlegesen – filozófiatörténetet.

## Magánélete
Pestszentlőrincen él. Felesége Kövér Irén, akivel 1959-ben kötött házasságot.

## Könyvei
- Ember és vallás: adalékok a vallás kritikájához és struktúrájához (1974)
- Bevezetés a vallástörténetbe és a valláskritikába (1975)
- Az antik filozófia története (1978)
- A görög filozófia (1982)
- Antik bölcsek, gondolatok, aforizmák (1985)
- Bibliai érdekességek, történetek, aforizmák (1992)
- A filozófia története (2005)
- Az igazság nem tűr semmi álnokságot... (2023)
- „Minden le-föl kavarog és változik az idő gyermekjátékában” (2023)

## Díjai, kitüntetései, elismerései
- Munka Érdemrend bronz fokozata (1964)
- A filozófiatudomány kandidátusa (1970)